# Via del Mercato
 (mai 2015).
Si vous disposez d'ouvrages ou d'articles de référence ou si vous connaissez des sites web de qualité traitant du thème abordé ici, merci de compléter l'article en donnant les références utiles à sa vérifiabilité et en les liant à la section « Notes et références ».
La Via del Mercato (Voie du Marché) relie Domodossola dans le Piémont en Italie avec Locarno dans le Tessin en Suisse, traversant la Val Vigezzo et les Centovalli. La voie utilise l'ancienne route et les sentiers muletiers utilisés dans les siècles passés par les marchands entre Domodossola et Locarno. Au début du XXe siècle la ligne de chemin de fer Domodossola-Locarno fut construite pour développer le commerce, elle est aujourd'hui est une attraction touristique.
Aujourd'hui les promeneurs peuvent parcourir les 62 km en quatre étapes où utiliser en partie le chemin de fer qui suit le sentier.
Ce parcours est une partie de l'itinéraire CoEur - Au cœur des chemins d'Europe.

## L'histoire
La Via del Merceto a été, du Moyen Âge jusqu'au XIXe siècle, la voie parcourue par les marchands, bûcherons, bergers, contrebandiers et migrants qui passaient du Tessin au Val d'Ossola et vice versa. Ce passage naturel, utilisé depuis l'Antiquité, est dû à la ligne insubrienne, alignement tectonique qui aligne la Val Vigezzo, Locarno, Bellinzone et la Valteline.
L'ancienne route a été remplacée par la route moderne, mais il est possible de retrouver l'ancien parcours grâce aux sentiers qui relient les villages.

## Lieux d'intérêt
De nombreux lieux d'intérêt historique et culturel sont situés le long de la Via del Merceto.

### Sanctuaire de la Vierge du Sang de Re
Le sanctuaire de la Vierge du Sang de Re, construit en style néo-byzantin sur le lieu d'un miracle arrivé en 1494, est devenu un des plus importants lieux religieux de la région.

### La «chapelle des adieux» de Gagnone
La « chapelle des adieux » est une chapelle où les familles disaient adieu aux parents qui émigraient.

### Sant'Abbondio de Masera
L’église de Sant'Abbondio in Masera est située au début de la route du Val Vigezzo. L'église, abandonnée pendant plusieurs siècles, a été récemment restaurée et il est maintenant possible admirer son architecture romane.

### Santa Maria Maggiore
Santa Maria Maggiore est le cœur de la Val Vigezzo. L’église paroissialle, construite avant l'année 1000, a été reconstruite au XVIIIe siècle et décorée avec des fresques du peintre local Giuseppe Maria Borgnis.

#### L'école des arts "Rossetti Valentini"
La Val Vigezzo est appelé la « vallée des peintres » et cette tradition continue aujourd'hui grâce à l'école des arts Rossetti Valentini et sa pinacothèque.

#### Le Musée du ramoneur
Le Musée du ramoneur de Santa Maria Maggiore recueille photos, objets et attirails d'une profession disparue  qui joua un rôle important dans l'économie de la Val Vigezzo.

### LaPiazza dei Miracolide la Val Vigezzo
La place principale de Craveggia est appelée la Piazza dei Miracoli du Val Vigezzo en raison de ses deux importants édifices religieux : l'église Saints-Jacques-et-Christophe et le baptistère. Dans l'église est gardé le Trésor du Roi de France.

### Les villages des Centovalli
Arrivés au Tessin dans les Centovalli on trouve les villages de Borgnone, Lionza, Verdasio, Pila et Intragna, reliés par routes et sentiers muletiers. À Intragna se trouve le plus haut clocher (65 m) du Tessin et le musée ethnographique régional des Centovalli et du Pedemonte, qui raconte l'histoire de la région pendant les derniers siècles.